# نیکلاس یوسوپوف

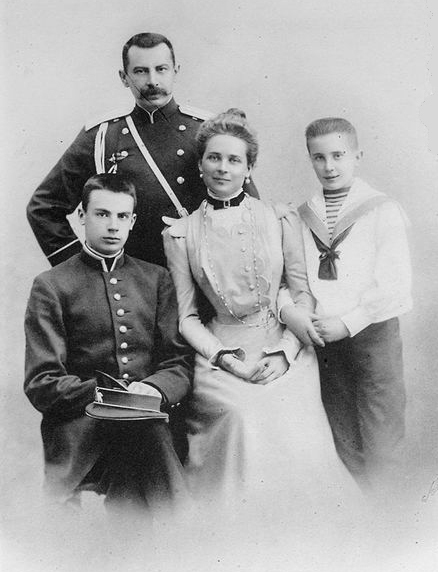
شاهزاده نیکلاس (چپ)، به همراه والدین و برادر کوچکترش.

شاهزاده نیکلاس فلیکسوویچ یوسوپوف، کنت سوماروکوف-الستون (روسی: Князь Николай Фе́ликсович Юсу́пов, Граф Сумаро́ков-Эльстон؛ ۲۸ فوریه ۱۸۸۳ – ۵ ژوئیه ۱۹۰۸) یک اشراف روسی از خاندان یوسف بود. او برادر بزرگتر فلیکس یوسوپوف بود که بعدها به عنوان قاتل گریگوری راسپوتین شناخته شد.

## زندگی‌نامه

### اوایل زندگی
شاهزاده نیکلاس فلیکسوویچ یوسوپوف در سال ۱۸۸۳ در کاخ مویکا در سن پترزبورگ، از کنت فلیکس سوماروکوف-الستون و زینیدا یوسوپوف، ثروتمندترین وارث روسیه، تنها ده ماه پس از عروسی‌شان به دنیا آمد. نام او از پدربزرگ مادری‌اش گرفته شد. پدرش از الکساندر سوم اجازه ویژه گرفته بود تا از نام خانوادگی همسرش برای خود و فرزندانش استفاده کند تا نام یوسوپوف باقی بماند.
سه برادر کوچکتر به نیکلاس پیوستند که از بین آنها تنها کوچک‌ترین آنها، فلیکس، از نوزادی جان سالم به در برد. شاهزاده فلیکس در خاطرات خود ادعا کرده است که نیکلاس پنج ساله با دیدن او برای اولین بار فریاد زد: "چندش آور! او را از پنجره بیرون بیندازید!" زینیدا در دفتر خاطرات خود نوشت که نیکلاس گفته است "برادر کوچکش شبیه میمون است."
در دوران کودکی او، خانواده‌اش به چهل و چهار ملک خود در سن پترزبورگ، مسکو و کریمه سفر می‌کردند. تابستان‌ها همیشه در کاخ آرخانگلسکویه، جایی که بعدها شاهزاده نیکلاس در آن به خاک سپرده شد، می‌گذراندند. خانواده با یک قطار خصوصی ویژه سفر می‌کردند.

### زندگی دانشگاهی
شاهزاده نیکلاس در دانشگاه سن پترزبورگ در رشته حقوق تحصیل کرد و در سال ۱۹۰۵ فارغ‌التحصیل شد. او بازیگر و نویسنده آماتور بود. او با بازیگر وسوولود «وووا» بلومنتال-تامارین و بالرین اول آنا پاولووا دوست بود. نیکلاس با نام مستعار «روکوف» اشعار عاشقانه نیز می‌نوشت. او به همراه دوست دختر اولش پولیا، به برادر کوچکترش کمک می‌کرد تا به عنوان خواننده‌ای با لباس زنانه در کافه آکواریوم در سن پترزبورگ اجرا کند. فلیکس به یاد می‌آورد:
«بین من و برادرم نیکلاس پنج سال فاصله بود؛ این در ابتدا صمیمیت ما را خدشه‌دار کرد، اما وقتی شانزده ساله شدم، خیلی زود با هم دوست شدیم. نیکلاس به مدرسه و سپس به دانشگاه سن پترزبورگ رفت. او هم مثل من زندگی نظامی را دوست داشت و از سرباز شدن امتناع ورزید. با این حال، شخصیت او با من متفاوت بود و به پدرم شباهت داشت. او از مادرم استعداد موسیقی، ادبیات و هنر را به ارث برده بود. در بیست و دو سالگی، گروهی از کمدین‌های آماتور را رهبری می‌کرد که اجراهای خصوصی داشتند. این موضوع پدرم را بسیار شوکه کرد، که همیشه از اجازه دادن به او برای بازی در تئاتر خودمان خودداری می‌کرد.» 

### عاشقانه

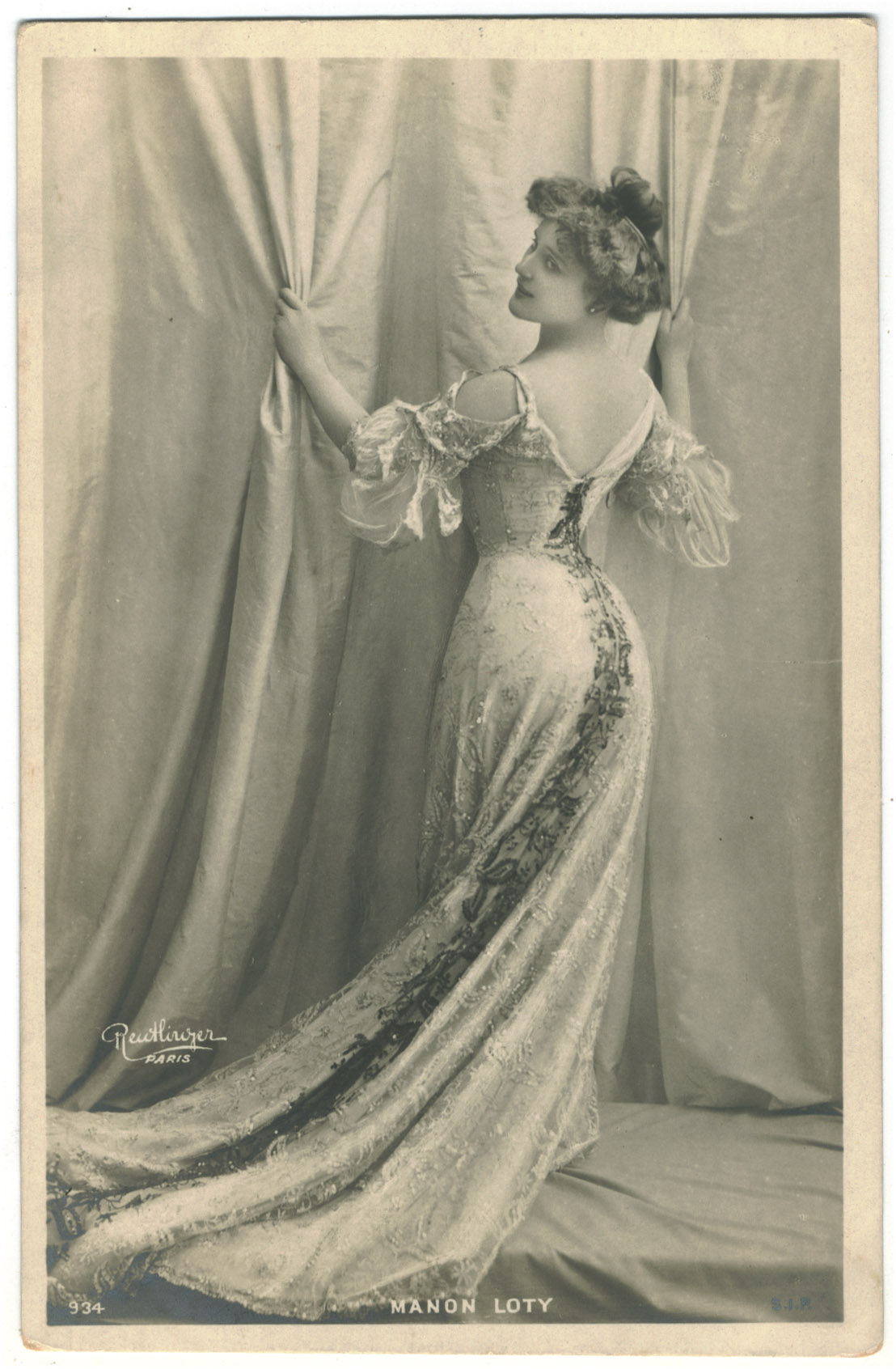
عکس اولین عشق نیکلاس: مانون لوتی، فاحشه مشهور فرانسوی

در تابستان ۱۹۰۷، نیکلاس و برادرش به پاریس رفتند و در آنجا با مانون لوتی، فاحشه مشهور، آشنا شدند و عاشق او شدند. وقتی به سنت پترزبورگ بازگشت، مادرش زینیدا او را تحت فشار قرار داد تا ازدواج کند، سر و سامان بگیرد و نسل خانواده را حفظ کند. او به‌طور فزاینده‌ای نگران سبک زندگی بدنام پسرانش بود. ماریا راسپوتین در خاطرات خود ادعا می‌کند که نیکلاس با کنتس ماریا اوگنیونا «مونیا» گولووینا (متولد ۱۸۸۱) نامزد بود که بعدها به عنوان منشی راسپوتین کار کرد. با این حال، در حالی که فلیکس، برادر نیکلاس، اغلب در خاطرات خود از مونیا «مادموازل جی.» یاد می‌کند، هیچ اشاره‌ای به نامزدی او و برادرش نشده است.

مدتی بعد، شاهزاده نیکلاس با کنتس مارینا ون در هایدن (۱۸۸۹–۱۹۷۴)، ندیمه جدید الکساندرا فئودوروونا، آشنا شد. آنها در حین بازی در یک نمایش آماتور با هم آشنا شدند. کنتس مارینا اولین ملاقات خود را در خاطرات خود اینگونه توصیف می‌کند:
«... وقتی به هم معرفی شدیم، نگاه نیکلاس برای لحظه‌ای تحسینی آشکار را نشان داد. سپس رویش را برگرداند و به انتهای اتاق رفت. با عادت به تعریف و تمجید، بی‌تفاوتی‌اش مرا به شدت آزرد. شاید همین بی‌تفاوتی بود که باعث شد در همان لحظه اول برخوردمان، صاعقه مرا در بر بگیرد. برای اولین بار، تحقیر شکست کامل را تجربه کردم. نیکلاس آن چیزی نبود که معمولاً پسر خوش‌قیافه‌ای نامیده می‌شود، او بسیار جسور، بسیار مردانه و بسیار جذاب بود. چشمان تمسخرآمیزش انعکاسی طلایی از شاه‌بلوط‌ها داشت. دهان شهوانی‌اش هم طعنه‌آمیز و هم غمگین بود.» 
آنها خیلی زود با هم رابطه عاشقانه‌ای را آغاز کردند، اما مادرانشان به این امر اعتراض کردند زیرا مارینا قبلاً با کنت آروید ویکتور کلمنس فون مانتویفل (۱۸۷۹–۱۹۳۰) نامزد کرده بود. به گفته فلیکس یوسوپوف، این امر همچنین به دلیل شهرت بد دختر بود.
در ۲۲ آوریل ۱۹۰۸، آنها سر شام خداحافظی کردند و مارینا روز بعد در حضور ۳۰۰ مهمان با کنت آروید ارنستوویچ فون مانتوفل ازدواج کرد. با این حال، تنها یک ماه بعد، او به نیکلاس نوشت: «نیکلای عزیزم، می‌دانی، فکر می‌کردم وقتی تو را ترک کنم خواهم مرد، آنقدر گریه کردم که به سختی می‌توانستم مداد را در دست بگیرم… آنقدر دوستت دارم که اگر الان مرا فراموش کنی، تحمل نخواهم کرد…» نیکلاس به دنبال مارینا به پاریس رفت، جایی که او برای ماه عسل رفته بود و آن دو مخفیانه در هتل موریس با هم ملاقات کردند.

### دوئل و مرگ

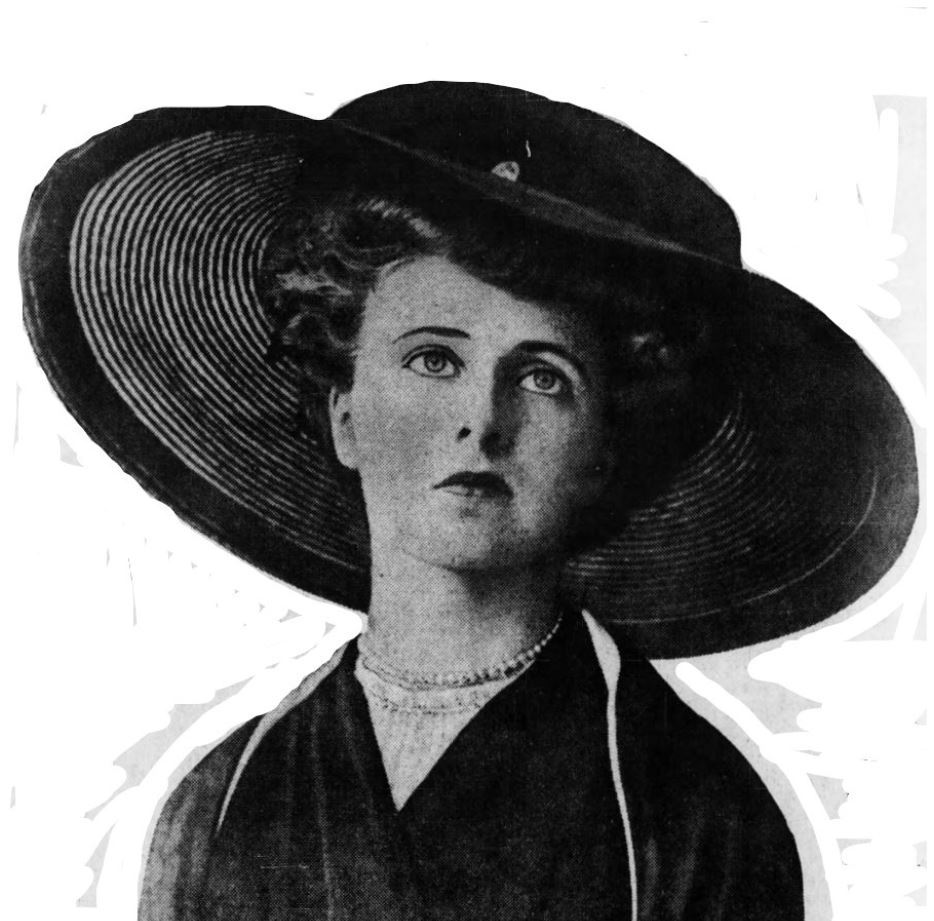
عکس معشوقه شاهزاده نیکلاس: کنتس مارینا فون مانتوفل خواهر کنتس ون در هایدن (۱۸۸۹–۱۹۷۴)

به گفته مارینا، در پاریس، نیکلاس «به خاطر اینکه با من ازدواج نکرده بود، خودش را نفرین کرد. من به او قسم خوردم که آروید فقط اسماً شوهر خواهد بود و نیکلاس از من التماس کرد که اگر شوهرم سعی کرد از حقوق زناشویی خود دفاع کند، به او بگویم. او گفت که اگر این کار را بکند، او را خواهد کشت.» وقتی کنت مانتویفل از این ماجرا مطلع شد، نیکلاس را به دوئل دعوت کرد.
در همین زمان، چندین غیبگو وارد ماجرا شدند. مارینا بعداً نوشت: «من با غیبگوی بزرگ، مادام فرایا، مشورت کردم که به من گفت خطر بزرگی مرا تهدید می‌کند و مردی که دوستش دارم، به طرز فجیعی خواهد مرد.» مادام دِ تِبس به فلیکس یوسوپوف گفت که «یکی از اعضای خانواده‌ام در خطر جدی مرگ در یک دوئل است.» در همین حال، شاهزاده نیکلاس تحت تأثیر غیبگوی لهستانی، چِسلاو چِینسکی، قرار گرفت که نیکلاس را متقاعد کرد که او فرشته نگهبان اوست. به گفته فلیکس یوسوپوف، چِینسکی به نیکلاس گفت که وظیفه او ازدواج با مارینا و نگفتن به والدینش در مورد دوئل است.
شاهزاده نیکلاس در آخرین نامه خود به مارینا نوشت: «من از مرگ نمی‌ترسم، اما برایم سخت است که بدون دیدن تو برای آخرین بار، دور از تو بمیرم.»
دوئل با تپانچه در بیست قدمی در ۵ ژوئیه ۱۹۰۸ انجام شد. در دور اول، مانتوفل تیرش خطا رفت و نیکلاس در هوا شلیک کرد. بار دوم، نیکلاس در هوا شلیک کرد و مانتوفل به سینه او شلیک کرد و او را فوراً کشت.

## پیامدها

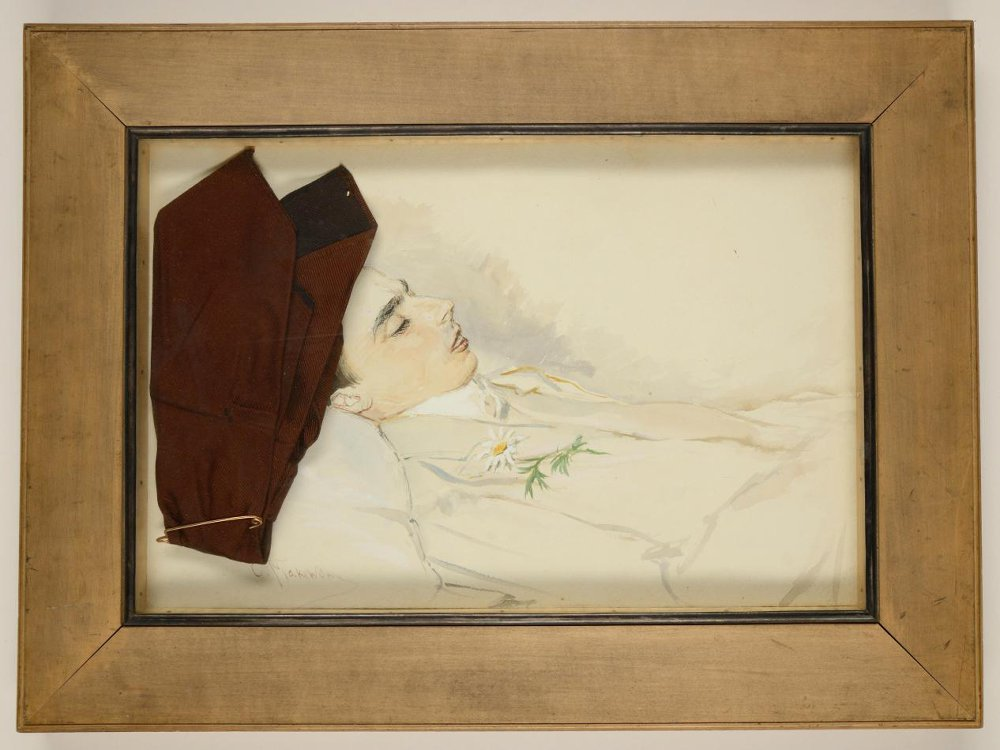
پرتره شاهزاده نیکولای فلیکسوویچ یوسوپوف در تابوت، نقاشی شده توسط کنستانتین ماکوفسکی (۱۹۰۸)

روزنامه نیویورک سان مقاله‌ای در مورد مرگ شاهزاده نیکلاس چاپ کرد که حاوی چندین دروغ بود. در این مقاله ادعا شده بود که کنت مانتوفل و شاهزاده نیکلاس قبلاً یک بار با هم دوئل کرده‌اند و مانتوفل به خودکشی فکر کرده بود. هیچ مدرکی برای هیچ‌یک از این ادعاها وجود نداشت.
شاهزاده نیکلاس در ملک والدینش در آرخانگلسکویه به خاک سپرده شد. مادرش هرگز از افسردگی پس از مرگ پسر بزرگترش به‌طور کامل بهبود نیافت. برادر کوچکترش فلیکس، که اکنون وارث درآمد و املاک برادرش بود، در سال ۱۹۱۶ به جرم قتل گریگوری راسپوتین تبعید شد.
کنتس مارینا از کنت مانتوفل که در سال ۱۹۳۰ درگذشت، طلاق گرفت و در سال ۱۹۱۶ با سرهنگ میخائیل چیچاگوف ازدواج کرد. آنها صاحب فرزندی شدند که در نوزادی درگذشت و به فرانسه نقل مکان کرد. او در سال ۱۹۷۴ در مونت کارلو درگذشت، در حالی که شرح ماجرای خود را که شامل نامه‌های عاشقانه از و به نیکلاس بود، نوشته بود.
پدرش بعداً پسر نامشروع خود را به نام نیکلاس نامگذاری کرد.

## املاک

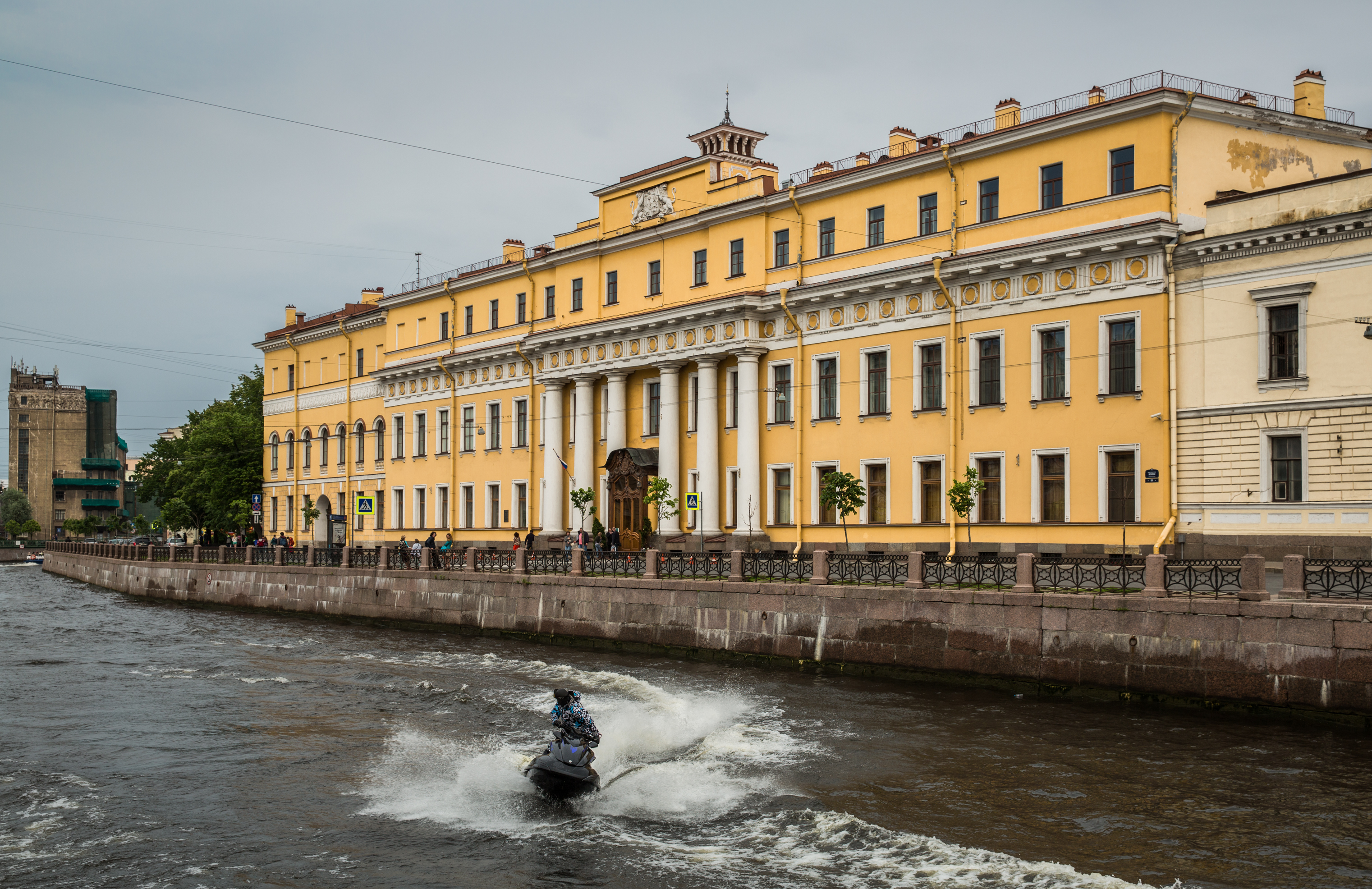
کاخ مویکا ، سن پترزبورگ
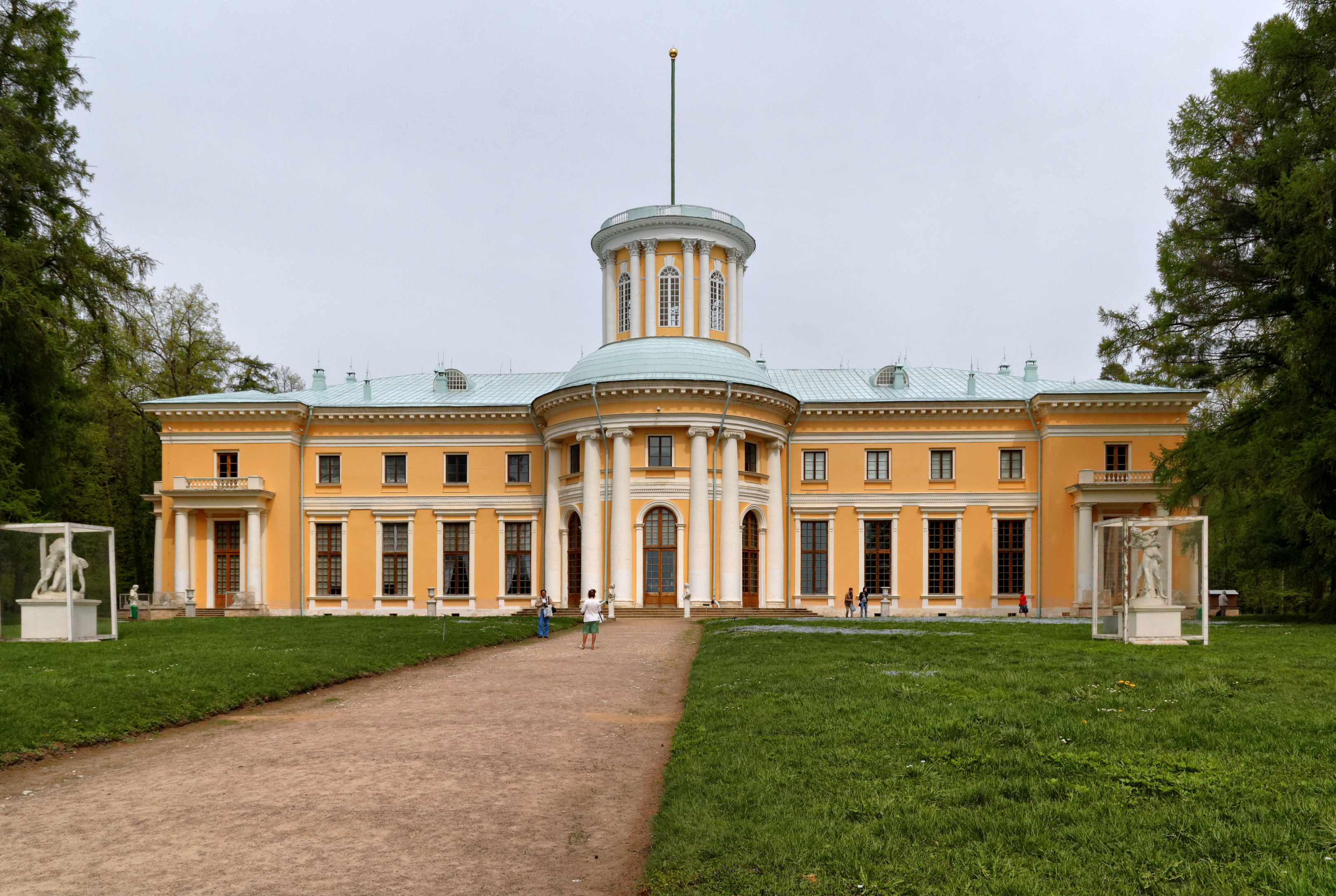
کاخ آرخانگلسکویه
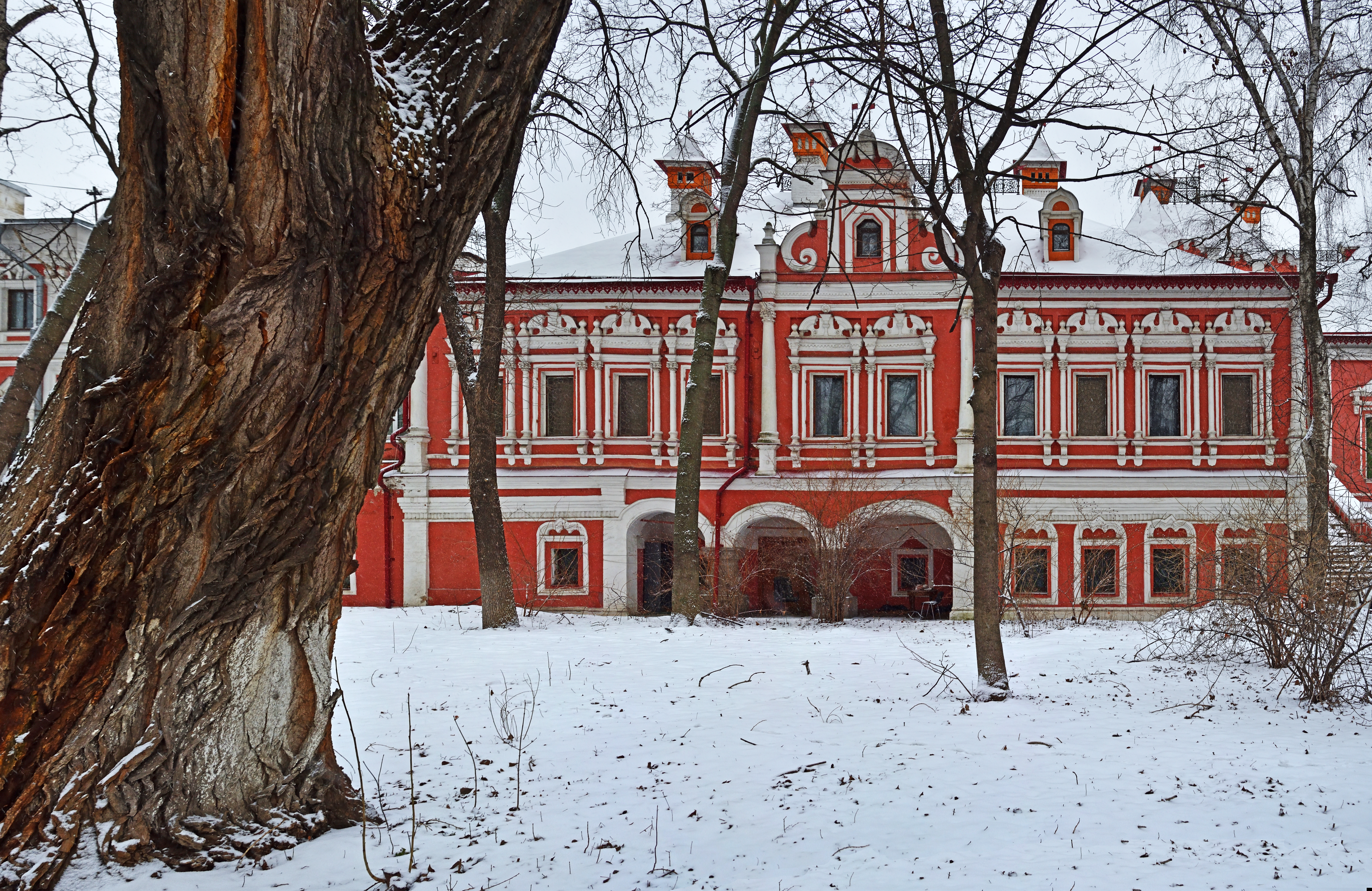
کاخ یوسوپوف، مسکو
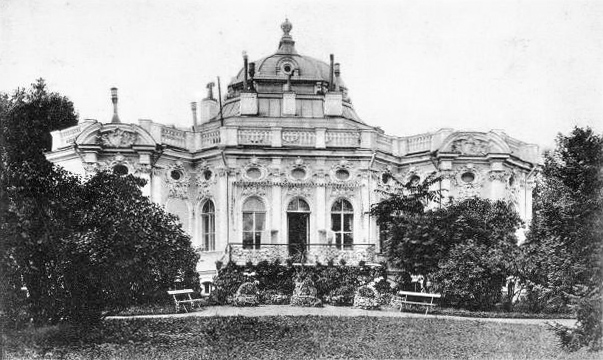
یوسوپوف داچا ، تزارسکویه سلو
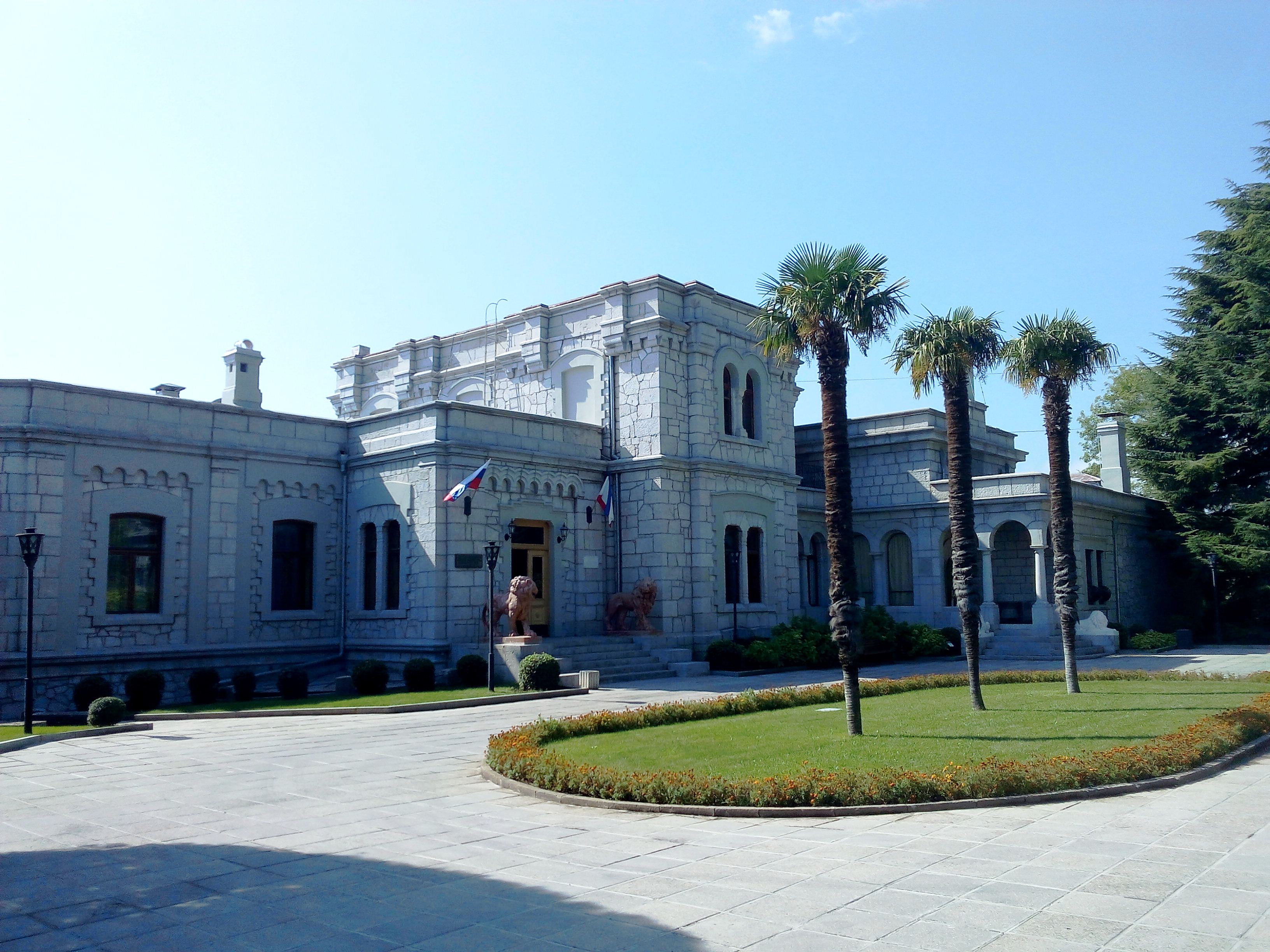
کاخ یوسوپوف، کریمه
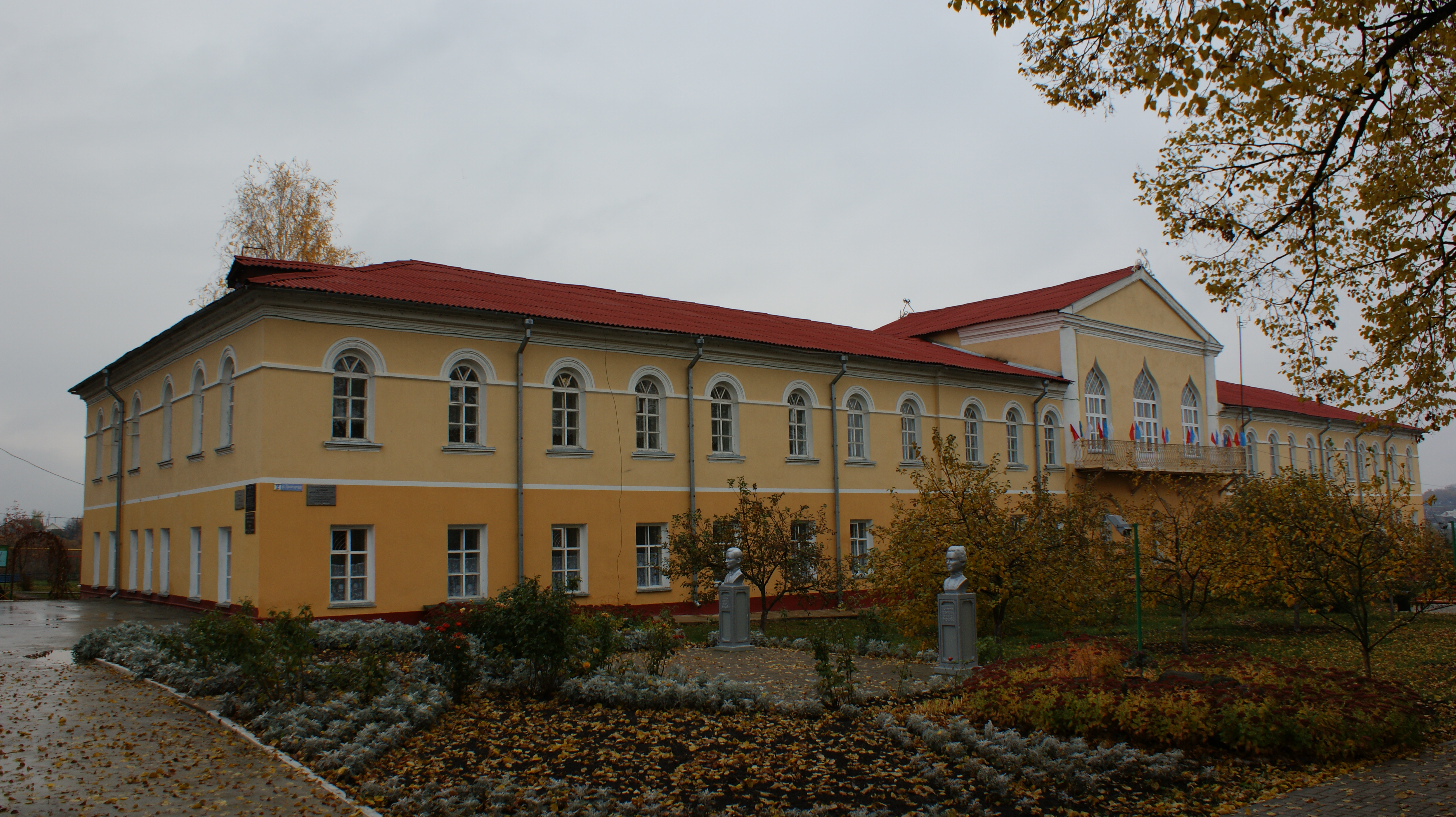
لژ شکار یوسفوف، راکیتنویه
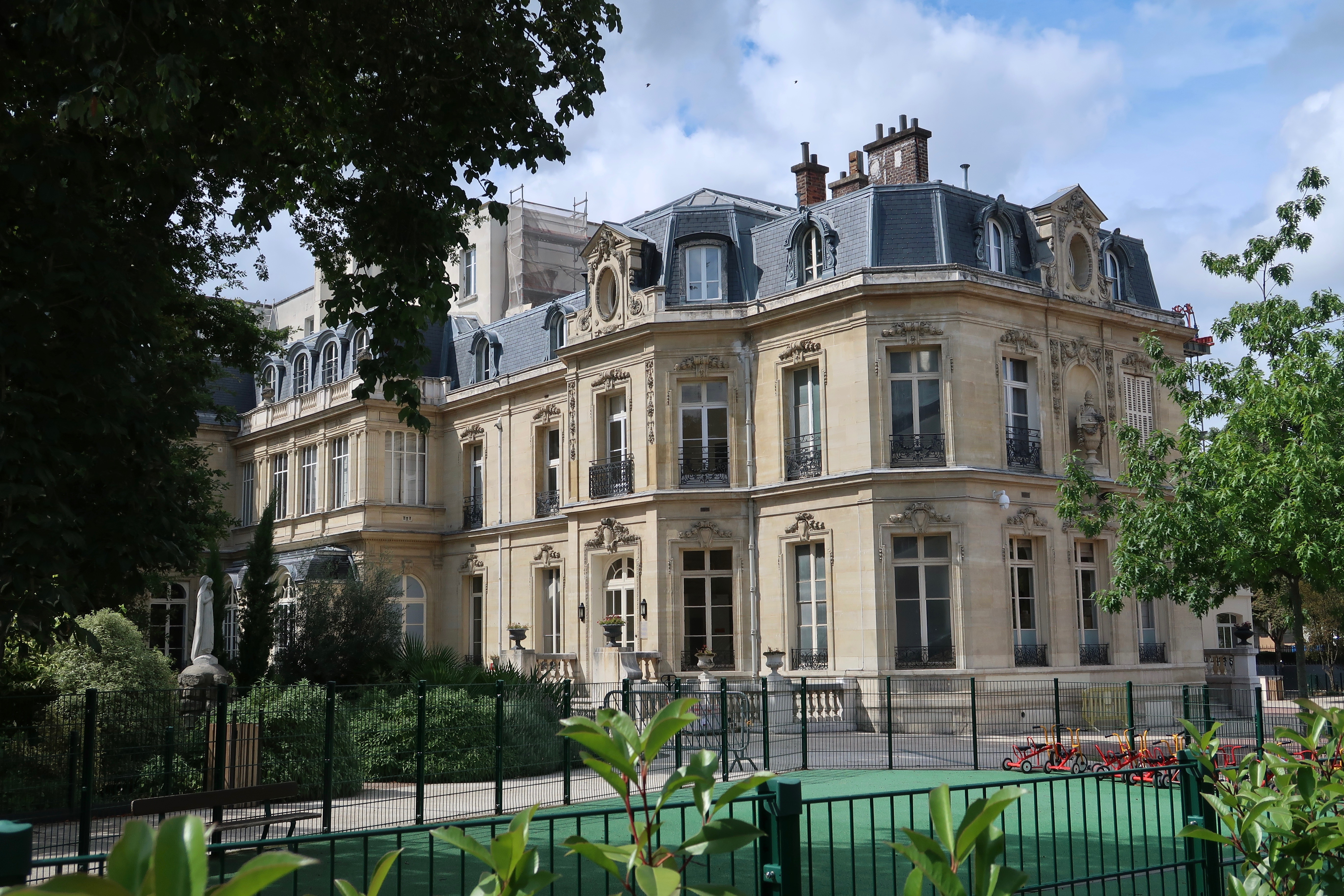
خانه یوسوپوف در بوآ دو بولونی ، پاریس ، از مادربزرگش به ارث رسیده است.